# Matthew Dawson
Pour les articles homonymes, voir Matt Dawson (homonymie) et Dawson.
Matthew Dawson, né en 1958, est un astronome amateur britannique, musicien de profession.
Il collabore avec l'observatoire du Luxembourg.
Le Centre des planètes mineures le crédite de la découverte de six astéroïdes, effectuée entre 2005 et 2006.
L'astéroïde (13750) Mattdawson lui a été dédié.
| (181483) Ampleforth   | 15 octobre 2006  |
| (248750) Asteroidday  | 4 septembre 2006 |
| (255019) Fleurmaxwell | 10 octobre 2005  |
| (255073) Victoriabond | 30 octobre 2005  |
| (260886) Henritudor   | 31 août 2005     |
| (314650) Neilnorman   | 16 juillet 2006  |